# Adrien Brody
Adrien Nicholas Brody (Nova York, 14 d'abril de 1973) és un actor estatunidenc, guanyador d'un oscar. Va rebre el reconeixement del públic després de fer de protagonista a la pel·lícula El pianista, de Roman Polanski (2002).

## Biografia
Els seus pares eren d'origen jueu: el professor d'història i pintor Elliot Brody i la coneguda fotógrafa d'origen hongarès 'Sylvia Plachy'. Es va criar al barri novaiorquès de Queens. Impulsat per la seva mare, Adrien va començar a estudiar interpretació des de la seva adolescència a l'"American Academy of Dramatic Arts" de Nova York i a "LaGuardia High School for the Performing Arts".
Va iniciar la seva carrera al teatre. Va assolir la celebritat mundial quan va guanyar l'Oscar a la interpretació masculina el 2002, per la seva interpretació del pianista polonès Wadysaw Szpilman, premi que el va convertir en l'actor més jove en guanyar l'Oscar al millor actor.
Aquest paper també el va fer mereixedor de candidatures al Globus d'Or, el Screen Actors Guild i BAFTA per Millor Actor. També va guanyar el Premi Cesar al Millor Actor, el Boston Society of Film Critics i la National Society of Film Critics.
Durant la seva carrera, Brody ha estat comparat amb Al Pacino per les seves mirades falses.
És també molt conegut per haver donat un petó de rosca a la presentadora Halle Berry abans d'acceptar el seu Oscar.
Brody va aparèixer a Saturday Night Live el 10 de maig de 2003, al seu primer treball a la TV, però se'l va vetar a l'espectacle després d'una introducció improvisada mentre portava falses rastes pel convidat jamaicà de música reggae Sean Paul (al productor de l'espectacle Lorne Michaels, és notori que no li agradaven les improvisacions). Altres aparicions a TV inclouen el programa The Today Show de l'NBC i a Punk'd de la MTV.
Després dEl pianista, Brody ha aparegut a quatre pel·lícules molt diferents. Interpretava a Noah Percy, un home jove mentalment discapacitat a la pel·lícula The Village de M. Night Shyamalan; un veterà de guerra a The Jacquet; l'escriptor Jack Driscoll a King Kong de 2005, i Peter Whitman a The Darjeeling Limited de Wes Anderson. King Kong va ser un èxit de taquilla; va aconseguir 550 milions de dòlars a escala mundial i és la pel·lícula més reeixida de Brody fins avui. També va interpretar un detectiu a Hollywoodland. També ha aparegut a anuncis de Diet Coke i vídeo de musical Tori Amos per a "A Sorta Fairytale".
El 2020 va interpretar un marxant d'art a The French Dispatch, de Wes Anderson.

## Filmografia
| Any  | Pel·lícula                                             | Personatge                          | Notes |
| ---- | ------------------------------------------------------ | ----------------------------------- | --- |
| 1988 | Home at Last                                           | Billy                               | |
| 1989 | New York Stories                                       | Mel                                 | |
| 1991 | The Boy Who Cried Bitch                                | Eddie                               | |
| 1993 | King of the Hill                                       | Lester Silverstone                  | |
| 1994 | Joc d'àngels (Angels in the Outfield)                  | Danny Hemmerling                    | |
| 1994 | Jailbreakers                                           | Skinny                              | |
| 1996 | Nothing to Lose                                        | Ray Diglovanni                      | Ten Benny |
| 1996 | Solo                                                   | Dr. Bill Stewart                    | |
| 1996 | Bullet                                                 | Ruby                                | |
| 1997 | The Last Time I Committed Suicide                      | Ben                                 | |
| 1997 | Six Ways to Sunday                                     | Arnie Finklestein                   | |
| 1998 | The Thin Red Line                                      | Cpl. Fife                           | |
| 1998 | The Undertaker's Wedding                               | Mario Bellini                       | |
| 1998 | Restaurant                                             | Chris Calloway                      | Nominada – Premi Independent Spirit pel millor paper masculí. |
| 1999 | Oxygen                                                 | Harry                               | |
| 1999 | Liberty Heights                                        | Van Kurtzman                        | |
| 1999 | Summer of Sam                                          | Richie                              | |
| 2000 | Bread and Roses                                        | Sam Shapiro                         | |
| 2000 | Les flors d'en Harrison (Harrison's Flowers)           | Kyle Morris                         | |
| 2001 | El misteri del collaret (The Affair of the Necklace)   | Comte Nicolas De La Motte           | |
| 2001 | Love the Hard Way                                      | Jack Grace                          | Premi VFAA al millor actor |
| 2002 | Dummy                                                  | Steven                              | |
| 2002 | El pianista (The Pianist)                              | Wladyslaw Szpilman                  | Oscar al millor actor César al millor actor Nominada – BAFTA al millor actor Nominada - European Film Award for Best Actor Nominada - Globus d'Or al millor actor dramàtic |
| 2003 | El detectiu cantant (The Singing Detective)            | First Hood                          | |
| 2004 | The Village                                            | Noah Percy                          | |
| 2005 | The Jacket                                             | Jack Starks                         | |
| 2005 | King Kong                                              | Jack Driscoll                       | |
| 2006 | Hollywoodland                                          | Louis Simo                          | |
| 2007 | The Tehuacan Project                                   | narrador                            | |
| 2007 | Manolete                                               | Manuel Rodríguez Sánchez "Manolete" | |
| 2007 | The Darjeeling Limited                                 | Peter Whitman                       | |
| 2008 | The Brothers Bloom                                     | Bloom                               | |
| 2008 | Cadillac Records                                       | Leonard Chess                       | |
| 2009 | Splice                                                 | Clive                               | |
| 2009 | Giallo                                                 | Inspector Enzo Lavia                | |
| 2010 | High School                                            | Psycho Ed                           | |
| 2010 | Predators                                              | Royce                               | |
| 2010 | The Experiment                                         | Travis                              | |
| 2010 | Wrecked                                                | Man                                 | |
| 2011 | Detachment                                             | Henry Barthes                       | |
| 2011 | Midnight in Paris                                      | Salvador Dalí                       | |
| 2012 | Yi jiu si er                                           | Theodore Harold White               | |
| 2013 | Third Person                                           | Scott                               | |
| 2013 | The Grand Budapest Hotel                               | Dmitri                              | |
| 2013 | InAPPropriate Comedy                                   | Flirty Harry                        | |
| 2014 | Houdini                                                | Harry Houdini                       | Minisèrie Nominat al Primetime Emmy al millor actor en sèrie dramàtica 2014-15. Nominat al Premi del Sindicat d'Actors de Cinema 2015.                                     |
| 2014 | American Heist                                         | Frankie Kelly                       | |
| 2015 | Dragon Blade                                           | Tiberius                            | Guanyador del Huading Award 2015. |
| 2015 | Backtrack                                              | Peter Bower                         | |
| 2015 | The Library Book                                       | Desmond                             | Curtmetratge |
| 2015 | Boredom                                                | Danny                               | Curtmetratge |
| 2015 | The Mascot                                             | Adam                                | Curtmetratge |
| 2015 | Septembers of Shiraz                                   | Isaac                               | |
| 2016 | Dice                                                   |                                     | Sèrie de televisió, 1 episodi |
| 2016 | Manhattan Nocturne                                     | Porter Wren                         | |
| 2016 | Come Together: A Fashion Picture in Motion             | Ralph                               | Curtmetratge |
| 2017 | Bullet Head                                            | Stacy                               | |
| 2017 | Peaky Blinders                                         | Luca Changretta                     | Sèrie de televisió, 6 epìsodis |
| 2018 | Combat al cel                                          | Steve                               | |
| 2021 | Clean                                                  | Clean                               | |
| 2021 | The French Dispatch of the Liberty, Kansas Evening Sun | Julien Cadazio                      | |
| 2021 | Chapelwaite                                            | Capità Charles Boone                | Sèrie de televisió, 10 episodis (completa) Nominat al millor actor d'una sèrie de terror dels Critics Choice Super Awards.                                                 |
| 2021 | Succession                                             | Josh Aaronson                       | Sèrie de televisió, 2 episodis |
| 2022 | Blonde                                                 | Arthur Miller                       | |
| 2022 | See How They Run                                       | Leo Kopernick                       | |
| 2023 | Manodrome                                              | Dad Dan                             | |
| 2023 | Poker Face                                             | Sterling Frost, Jr.                 | Sèrie de televisió, 2 episodis Nominat al millor actor convidat d'una sèrie de comedia dels Online Film & Television Association.                                          |
| 2023 | Ghosted                                                | Leveque                             | |
| 2023 | Fool's Paradise                                        | Chad Luxt                           | |
| 2023 | Asteroid City                                          | Schubert Green                      | |
| 2023 | Winning Time: The Rise of the Lakers Dynasty           | Pat Riley                           | Sèrie de televisió, 15 episodis |
| 2024 | The Brutalist                                          | László Tóth                         | Nominat a la millor actuació dels Gotham Awards 2024. |